# Keller (Amt)
Ein Keller oder Kellner (von lateinisch cellarius bzw. cellerarius) war in dem ihm zugewiesenen Gebiet, der „Kellerei“ (oder auch „Kellnerei“), für die fürstliche oder geistliche Kameralverwaltung zuständig. Er war insbesondere für die Eintreibung der Geld- und Naturalabgaben an den Lehns- bzw. Grundherren verantwortlich. Damit hatte er eine ähnliche Funktion wie der Rentmeister.
Im Mittelalter hatte diese Stellung meist ein niederadeliger Ministeriale inne. In der Frühneuzeit wurde dieses Amt zunehmend an Patrizier, das heißt an Vertreter der sogenannten Ehrbarkeit, vergeben.
In Klöstern, besonders in den nach benediktinischen Regeln geführten, ist der Cellerar das für die wirtschaftlichen Belange des Klosters zuständige Mitglied des Konvents. Daher unterstanden ihm die dem Kloster zinspflichtigen Kehlhöfe.